# Старотимошкино
Старотимошкино (на руски: Старотимошкино) е селище от градски тип в Русия, административен център на Старотимошкински район, Уляновска област. Населението му към 1 януари 2018 година е 3460 души.